# Stefano Mensurati
Stefano Mensurati (Torino, 15 luglio 1959) è un giornalista, scrittore e conduttore radiofonico italiano.

## Biografia
Ha incominciato la sua attività nel 1988 nella carta stampata, al "Secolo d'Italia".
Giornalista professionista dal 1990, ha lavorato per varie testate occupandosi in particolare di politica estera. A partire dal 1994 ha incominciato a collaborare con il primo canale televisivo tedesco Ard, con canali pubblici regionali (Mdr, Ndr, Br, Orb) e con reti private (Sat1, Rtl, Pro7) realizzando servizi e reportage da tutto il mondo: in particolare si è occupato dell'Est europeo e dell'America Latina.
Nel 2000 è stato assunto dal Giornale Radio Rai e vi ha lavorato per tre anni presso la redazione economica. Nel 2001 ha realizzato e condotto il nuovo programma mattutino Questioni di Borsa.
Nell'estate del 2003 gli è stata affidata la conduzione di Radio anch'io, che proseguirà per oltre quattro anni e circa mille puntate.
Dal 24 settembre 2007 all'11 dicembre 2009 è stato il conduttore del nuovo programma di approfondimento pomeridiano Radiocity (che come sigla ha la canzone Night and Day nella versione interpretata da Frank Sinatra e che prende il posto di Baobab), conduzione che lascia dopo la nomina a vicedirettore del GR1.
Con l'avvio del nuovo palinsesto invernale di Radiouno Rai, dall'11 gennaio 2010 ha condotto il nuovo programma A tu per tu fino al 26 luglio 2014.
Dal 15 settembre 2014 conduce una rassegna stampa notturna su Radio 1, Tra poco in edicola, in onda dal martedì al venerdì dalle 23:30 all'01:30 e il martedì (lunedì sera) dalle 00:20 circa all'1:30.
Il 20 maggio 2025 è stato nominato condirettore di Radio 1.

## Riconoscimenti
- premio Saint Vincent[3] di giornalismo nel 2005 per la miglior puntata radiofonica andata in onda nel 2004 (7 settembre, "Beslan, l'orrore da elaborare");
- premio speciale 2007 "Sodalitas – Giornalismo per il sociale"[4] al programma radiotelevisivo più sensibile alle problematiche delle fasce più deboli della popolazione;
- premio Radiogrolle 2007[5], per la miglior trasmissione radiofonica di informazione.

## Pubblicazioni
Nel 2004 per la casa editrice "Ideazione" ha pubblicato il volume Il bombardamento di Guernica. La verità tra due leggende, con il quale lo stesso anno ha vinto il premio Cirri per la saggistica.